# Доле (Шековићи)
Доле је насељено мјесто у општини Шековићи, Република Српска, БиХ. Према попису становништва из 2013. у насељу је живио 61 становник.

## Историја
Прије рата 1990их, насеље се у потпуности налазило у саставу предратне општине Кладањ. Послије потписивања Дејтонског споразума, већи дио његове територије улази у састав Републике Српске.

## Становништво
Према званичним пописима, Доле је имао сљедећи етнички састав становништва:
| Националност | 2013.     | 1991.        | 1981.      | 1971.        | 1961.      |
| Срби         | 61 (100%) | 154 (97,47%) | 205 (100%) | 248 (99,20%) | 234 (100%) |
| остали       | 0         | 4 (2,53%)    | 0          | 1 (0,40%)    | 0          |
| Муслимани    | 0         | 0            | 0          | 1 (0,40%)    | 0          |
| Укупно       | 61        | 158          | 205        | 250          | 234        |

| Демографија | Демографија | Демографија |
| Година      | Становника  | Становника  |
| ----------- | ----------- | ----------- |
| 1961.       | 234         |             |
| 1971.       | 250         |             |
| 1981.       | 205         |             |
| 1991.       | 158         |             |
| 2013.       | 61          |             |

## Знамените личности
- Благоје Гавриловић, потпуковник Војске Републике Српске